# Zawód: Amerykanin
Zawód: Amerykanin (ang. The Americans) – amerykański serial telewizyjny, emitowany od 30 stycznia 2013 do 30 maja 2018 przez stację FX. Pomysłodawcą serialu jest Joe Weisberg, były oficer CIA. W Polsce serial miał premierę 12 maja 2013 na kanale FOX, zaś w telewizji otwartej pierwszy sezon emitowała TVP2 od marca do czerwca 2018. W serialu wystąpił polski aktor Olek Krupa.

## Fabuła
Akcja serialu toczy się w Stanach Zjednoczonych na początku lat 80. XX wieku i opowiada o życiu dwojga radzieckich szpiegów KGB: Phillipa i Elizabeth Jenningsów. Udają oni szczęśliwe, typowe amerykańskie małżeństwo, które żyje na przedmieściach Waszyngtonu. Mają dwójkę dzieci, które nie wiedzą, kim naprawdę są ich rodzice. Para musi być bardzo ostrożna w kontaktach z siatką szpiegów KGB, którzy cały czas ich kontrolują. Phillip  i Elizabeth są coraz bardziej przekonani, że życie w USA nie jest złe. Właśnie to zaczyna im komplikować zadania szpiegowskie.

## Obsada
- Matthew Rhys jako Phillip Jennings
- Keri Russell jako Elizabeth Jennings
- Noah Emmerich jako Stan Beeman
- Keidrich Sellati jako Henry Jennings
- Holly Taylor jako Paige Jennings
- Maximiliano Hernandez jako agent FBI Chris Amador (gł. obsada sez. 1)
- Margo Martindale jako Claudia (gł. obsada sez. 6)
- Lev Gorn jako Arkady Ivanovich[3] (gł. obsada sez. 3–4)
- Annet Mahendru jako Nina Sergeevna Krilova (gł. obsada sez. 2–4 )
- Susan Misner jako Sandra Beeman (gł. obsada sez. 2–3)
- Alison Wright jako Martha Hanson (gł. obsada sez. 2–4)
- Costa Ronin jako Oleg Igorevich Burov (gł. obsada sez. 3–6)
- Richard Thomas jako Frank Gaad (gł. obsada sez. 3–4)
- Dylan Baker jako William Crandall (gł. obsada sez. 4)
- Brandon J. Dirden jako Dennis Aderholt (gł. obsada sez. 4–6)

### Role drugoplanowe
- Aimee Carrero jako Chena, sandinistka, która chce osiągnąć swój cel za wszelką cenę[4]
- Frank Langella jako Gabriel, były prowadzący Jenningsa, porzuca emeryturę, aby zwolnić Claudię[5]
- Karen Pittman jako Lisa[6]
- Julia Garner jako Kimberly Breland[7]
- Olek Krupa jako moskiewski generał Wiktor Żukow[8]

## Odcinki
| Sezon | Sezon | Odcinki | Oryginalna emisja | Oryginalna emisja | Oryginalna emisja | Oryginalna emisja | Oryginalna emisja |
| Sezon | Sezon | Odcinki | Premiera sezonu   | Finał sezonu      | Premiera sezonu   | Finał sezonu      |                   |
| ----- | ----- | ------- | ----------------- | ----------------- | ----------------- | ----------------- | ----------------- |
|       | 1     | 13      | 30 stycznia 2013  | 1 maja 2013       | 12 maja 2013      | 23 czerwca 2013   |                   |
|       | 2     | 13      | 26 lutego 2014    | 21 maja 2014      | 25 kwietnia 2014  | 30 maja 2014      |                   |
|       | 3     | 13      | 28 stycznia 2015  | 22 kwietnia 2015  | 7 kwietnia 2015   | 19 maja 2015      |                   |
|       | 4     | 13      | 16 marca 2016     | 8 czerwca 2016    | 24 czerwca 2017   | 1 lipca 2017      |                   |
|       | 5     | 13      | 7 marca 2017      | 30 maja 2017      | 2 lipca 2017      | 9 lipca 2017      |                   |
|       | 6     | 10      | 28 marca 2018     | 30 maja 2018      | 4 czerwca 2018    | 2 lipca 2018      |                   |